# Doktor Bluthgeld
Doktor Bluthgeld (ang. Dr. Bloodmoney, or How We Got Along After the Bomb) – powieść science-fiction autorstwa Philipa K. Dicka wydana po raz pierwszy w 1965, nominowana w 1965 do nagrody Nebula w kategorii powieść.
Oryginalny tytuł powieści (Dr. Bloodmoney, or How We Got Along After the Bomb) został wymyślony przez wydawcę książki, Dona Wollheima, i miał nawiązywać do głośnego filmu Stanleya Kubricka Doktor Strangelove, czyli jak przestałem się martwić i pokochałem bombę. Sam Dick proponował dla powieści tytuły In Earth’s Diurnal Course i A Terran Odyssey i był niezadowolony z pomysłu wydawcy.

## Opis fabuły
Akcja powieści rozpoczyna się w 1981 roku, dziewięć lat po katastrofie nuklearnej, o której spowodowanie oskarżany jest fizyk Bruno Bluthgeld. Popełniony przez niego błąd obliczeniowy podczas eksperymentów z bronią jądrową w 1972 spowodował wybuchy w stratosferze, a w rezultacie opad promieniotwórczy.